# 심천역
심천역(Simcheon station, 深川驛)은 충청북도 영동군 심천면 심천리에 있는 경부선의 철도역이다. 1934년 9월 31일에 경부선 복선화 공사에 의해 현재의 역사가 신축되었으며, 원형이 잘 보존되어 있어 건축적, 철도사적 가치가 큰 것으로 평가되어 2006년 12월 4일에 등록문화재로 지정되었다. 또한 홋카이도 여객철도의 후카가와역과 한자 표기가 같다

## 열차 정보
하루 편도 상행 4회, 하행 5회로 총 9회의 무궁화호가 정차한다.

## 연혁
- 1905년 1월 1일 : 영업 개시
- 1934년 9월 31일 : 역사 신축 이전
- 1964년 7월 1일 : 각계역 관리역으로 지정[1]
- 1988년 1월 1일 : 소화물취급 중지[2]
- 2006년 12월 4일 : 심천역사 등록문화재로 지정
- 2014년 5월 1일 : 충북종단열차 운행 개시
- 2019년 5월 15일 : 화물취급 중지[3]
- 2021년 6월5일  :   여객취급 중지
- 2023년 12월25일: 여객취급 재개

## 역 구조
2면 4선의 승강장이다.

### 승강장
| ↑ 지탄          |
| ４３ \| ２１ \| |
| 각계 ↓          |

| 1 | 경부선(하행) | 사용하지 않음      |
| 2 | 경부선(하행) | 동대구 · 부산 방면 |
| 3 | 경부선(상행) | 서울 · 영주 방면   |
| 4 | 경부선(상행) | 사용하지 않음      |

## 사진

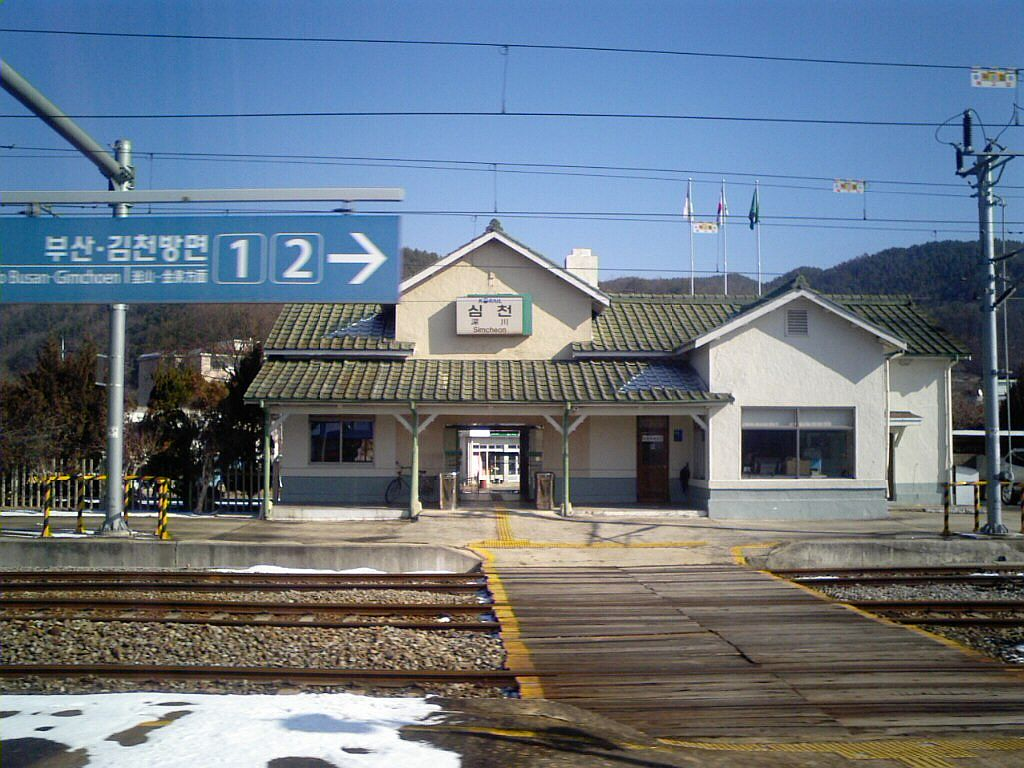
2008년
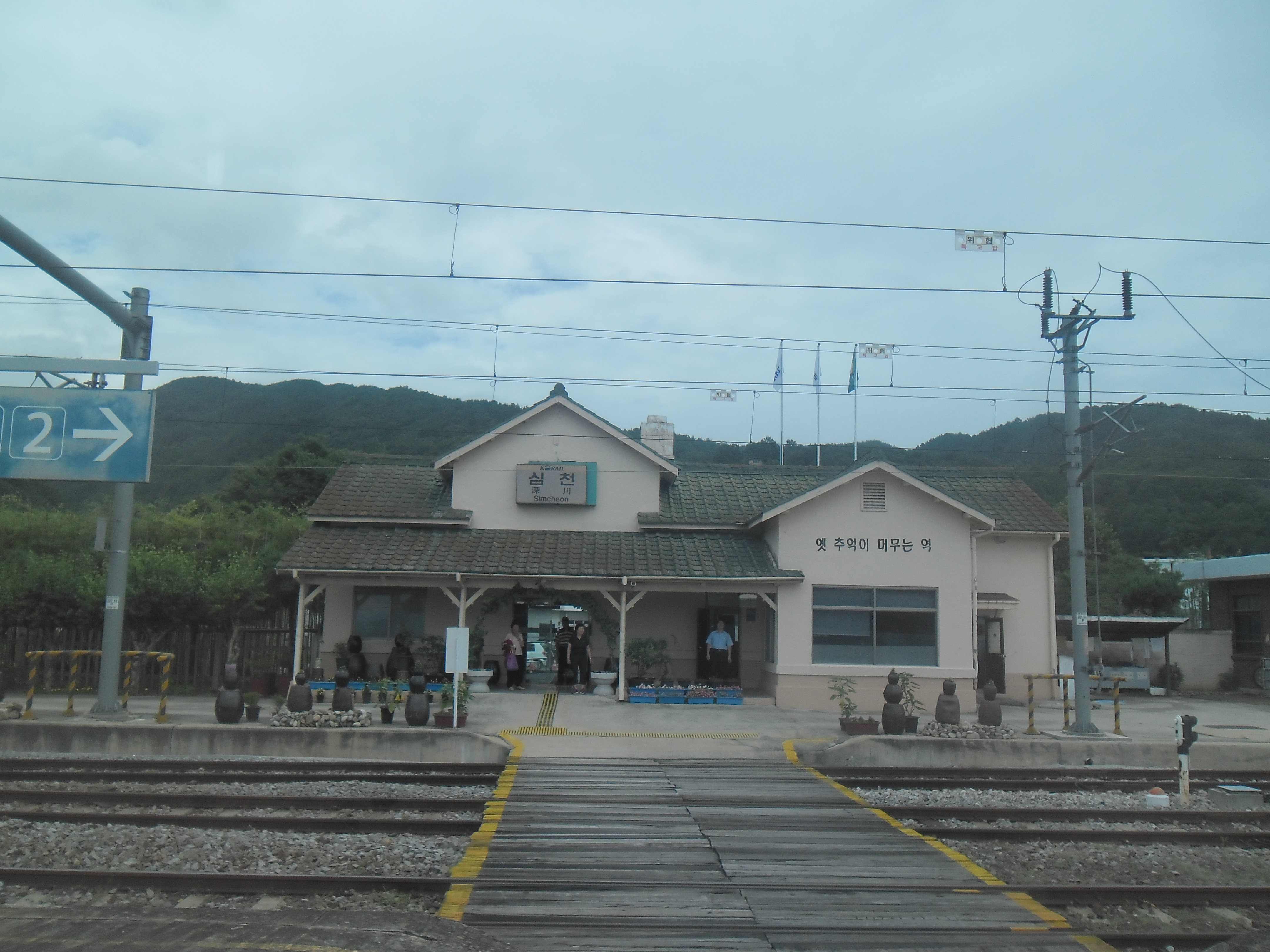
2015년

## 인접한 역
| 경부선         | 경부선          | 경부선           |
| -------------- | --------------- | ---------------- |
| 지탄 서울 방면 | 무궁화호 경부선 | 영동 부산 방면   |
| 지탄 영주 방면 | 무궁화호 충북선 | 각계 동대구 방면 |